# تری‌فلوئورید آرسنیک
تری‌فلوئورید آرسنیک (به انگلیسی: Arsenic trifluoride) با فرمول شیمیایی AsF۳ یک ترکیب شیمیایی با شناسه پاب‌کم ۲۴۵۷۱ است. که جرم مولی آن ۱۳۱٫۹۱۶۸ g/mol می‌باشد. شکل ظاهری این ترکیب، مایع بی‌رنگ است.